# Bridgewater (Virgínia)
Bridgewater és una població dels Estats Units a l'estat de Virgínia. Segons el cens del 2000 tenia 5.203 habitants.

## Demografia
Segons el cens del 2000, Bridgewater tenia 5.203 habitants, 1.788 habitatges, i 1.201 famílies. La densitat de població era de 837 habitants per km².
Dels 1.788 habitatges en un 29,3% hi vivien nens de menys de 18 anys, en un 55,4% hi vivien parelles casades, en un 9,5% dones solteres, i en un 32,8% no eren unitats familiars. En el 29,2% dels habitatges hi vivien persones soles el 14,9% de les quals corresponia a persones de 65 anys o més que vivien soles. El nombre mitjà de persones vivint en cada habitatge era de 2,31 i el nombre mitjà de persones que vivien en cada família era de 2,85.
Per edats la població es repartia de la següent manera: un 18,9% tenia menys de 18 anys, un 21,9% entre 18 i 24, un 22,9% entre 25 i 44, un 17,6% de 45 a 60 i un 18,8% 65 anys o més.
L'edat mediana era de 34 anys. Per cada 100 dones de 18 o més anys hi havia 77 homes.
La renda mediana per habitatge era de 41.038 $ i la renda mediana per família de 49.777 $. Els homes tenien una renda mediana de 35.579 $ mentre que les dones 25.255 $. La renda per capita de la població era de 18.215 $. Entorn del 3,4% de les famílies i el 5,3% de la població estaven per davall del llindar de pobresa.

## Poblacions més properes
El següent diagrama mostra les poblacions més properes.